# Коефіцієнт стисливості нафти
Коефіцієнт стисливості нафти (рос. коэффициент сжимаемости нефти; англ. oil compression factor; нім. Erdöl-Kompressibilitätsfaktor m) — показник, який характеризує відносну зміну одиниці об'єму пластової нафти ΔV/V при зміні тиску ΔР на одиницю.
К.с.н. зростає із збільшенням вмісту легких фракцій нафти і кількості розчиненого газу, підвищенням температури, зниженням тиску і має значини в межах (6-140)10−6 МПа−1, для більшості пластових нафт (6-18)10−6 МПа−1.
Син. — коефіцієнт пружності нафти, коефіцієнт об'ємної пружності нафти, коефіцієнт пружного розширення нафти.

## Інтернет-ресурси
- Геологическая энциклопедия. КОЭФФИЦИЕНТ СЖИМАЕМОСТИ НЕФТИ [Архівовано 2 Січня 2019 у Wayback Machine.]